# Encoixinat (construcció)

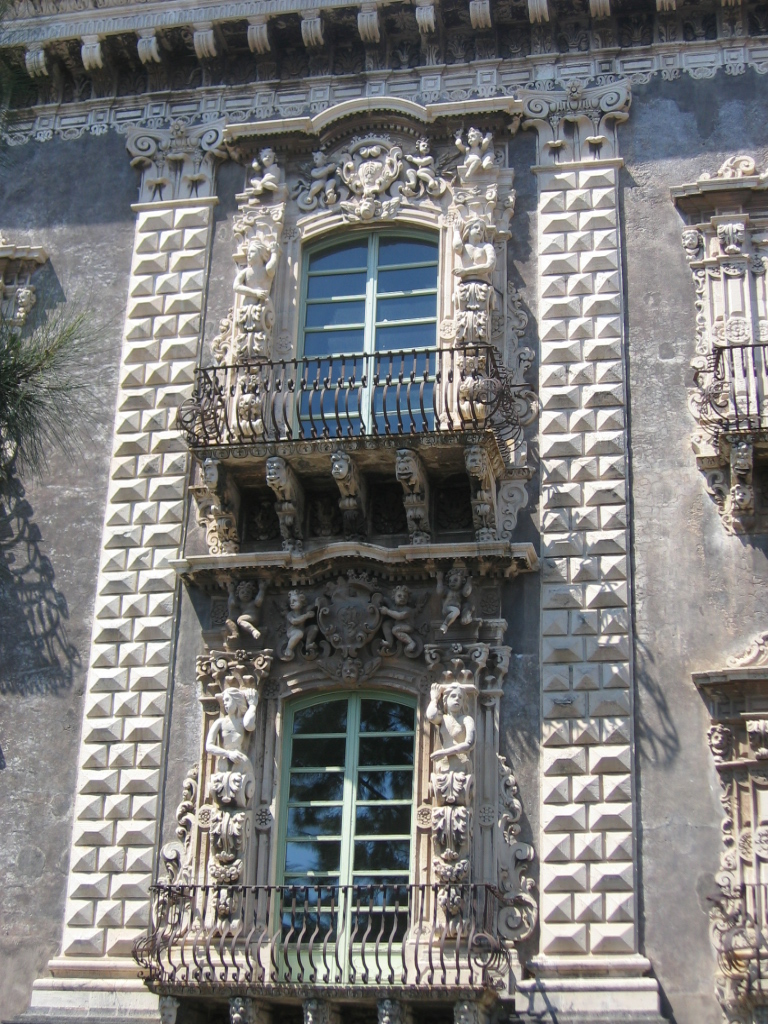
Encoixinat de punta de diamant

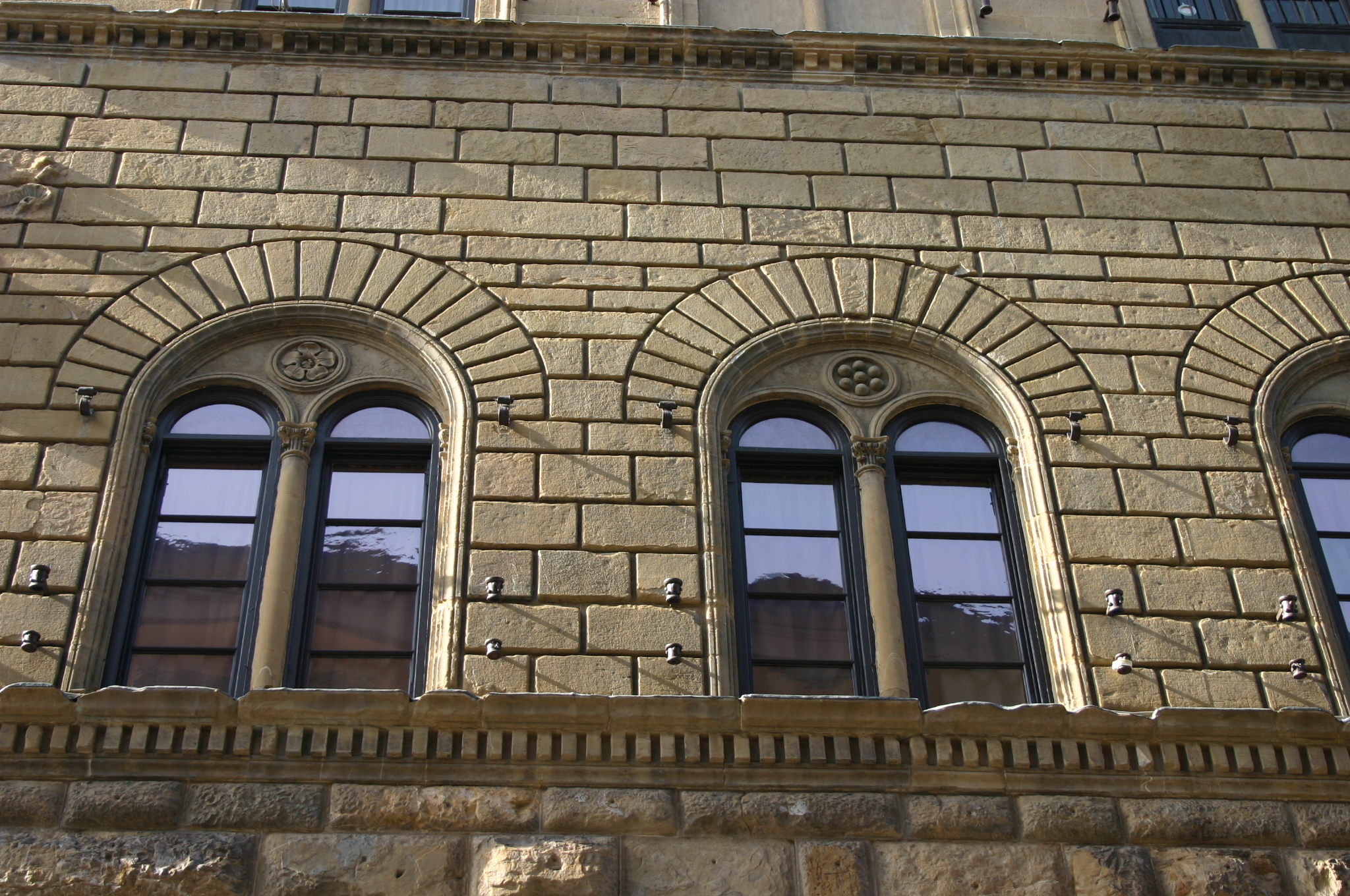
Encoixinat corregut

L'encoixinat és un tipus d'acabat exterior dels paraments de pedra amb carreus, que consisteix en una forma de treballar en relleu la cara vista de la pedra enfondint les juntes per tal de fer la sensació de juntes amples.

## Història
El seu origen sembla trobar-se en el treball de les juntes de contacte que s'aplicaven als carreus per tal que poguessin encaixar els uns amb els altres i s'aplica no només als paraments, sinó també a sòcols, basaments, etc. de qualsevol material.
Va ser àmpliament utilitzat a l'arquitectura fenícia i també a la grega, on s'utilitzaven per decorar els murs de diversos edificis com l'Àgora d'Atenes o el de Delfos. A Roma es va accentuar el seu caràcter monumental. Durant l'Edat mitjana es va emprar en construccions civils a partir del segle xv. El seu ús es generalitza durant el renaixement i és un acabat característic dels palaus d'aquesta època a Itàlia, especialment en plantes baixes, on s'accentua considerablement el seu relleu.

## Tipus d'encoixinat
Durant el barroc apareixen una gran quantitat de models.
- Altern: Mostra fileres a diferents altures o combina dos estils diferents d'encoixinat en cadascuna d'elles.[2]
- Arabesc: Està decorat amb arabescs.[2]
- Corregut: Té les juntes rematades en forma convexa.[2]
- De gola: Té les arestes treballades en gola, és a dir, amb la part superior còncava i la inferior convexa. Sol trobar-se integrat amb d'altres encoixinats per destacar una part important o la clau d'un arc, generalment rematat amb motllures.[2]
- En cavet: Té les juntes rematades en forma còncava.[2]
- En xamfrà: El que té les arestes tallades formant un angle de 45°, també anomenat de biaix de cartabó.[4] Les arestes es poden suavitzar arrodonint-les.[2]
- En punta de diamant: Te la cara del carreu tallada en forma piramidal.[2]
- En rombes, boles, discs, etc: Els carreus estan encoixinats amb alguna forma geomètrica, són típics del barroc i pot presentar moltes formes, incloent-hi les d'elements naturals.[2]
- Estalactític: Que la seva superfície exterior es troba decorada en relleu de formes desiguals, es pot confondre amb el rústic.[2]
- Lligat: Alterna pedres de diferents mides i ofereix cares majors i menors.[2]
- En enfondiment:[5] El que té el front enfonsat respecte a les juntes.[2]
- Rústic: Els carreus presentes un aspecte rugós.[2]
- Vermiculat: Presenta el front recobert de línies irregulars.[2]